# 추바시야 공화국
추바시야, 공식적으로 추바시 공화국 - 추바시야,는 동유럽에 위치한 러시아의 공화국이다. 튀르크 민족인 추바시인의 고향이다. 수도는 도시인 체복사리다. 2010년 인구 조사에 따르면 인구는 1,251,619명이었다.

## 지리
추바시 공화국은 유럽 러시아의 중심부, 볼가밧캬 경제지구의 중심부에 위치하고 있으며, 주로 볼가강의 서쪽, 볼가 고원에 있다. 서쪽으로는 니즈니노브고로드주, 북쪽으로는 마리옐 공화국, 동쪽과 남동쪽으로는 타타르스탄 공화국, 남서쪽으로는 모르도비야 공화국, 남쪽으로는 울리야놉스크주와 접한다. 공화국에는 2,000개가 넘는 강이 있으며, 주요 강은 볼가강, 수라, 치빌이며, 400개의 호수가 있다.  볼가강 계곡 저수지 중 일부는 공화국의 북쪽에 있으며, 수라강은 공화국의 서쪽 경계 대부분을 따라 볼가강으로 흐른다.
기후는 온건한 대륙성이며, 평균 기온은 1월에 −13 °C (9 °F)에서 7월에 +19 °C (66 °F)까지다. 연간 강수량은 450 ~ 700 밀리미터 (18 ~ 28 in) 사이로 다르지만, 해마다 고르지 않다. 천연 자원에는 석고, 모래, 점토, 사프로펠 퇴적물, 인광석, 이탄이 있다. 석유와 천연 가스 퇴적물이 있지만, 아직 상업적으로 채굴 되지 않았다. 대부분 수라강을 따라 남쪽에 있는 삼림은 육지의 약 30%를 덮고 있다.

### 시간대
모스크바 시간 (MSK/MSD)에 놓여있다. UTC와의 시차는 +0300 (MSK)/+0400 (MSD)이다.

### 천연자원
추바시야 공화국의 유용 광물은 석고이며 백운석 경석고와 함께 채굴된다. 석고의 매장량은
1억 2천 톤에 달하며 경석고가 5천만 톤 백운석이천 2백만 톤 매장되어있다 또한 벽돌 제작에 쓰이는 종의 점토 46종의 점토 광물과 찰흙이 매장되어있다 단열재로 사용되는 알라티르 지역의
트리폴리암 매장도 두드러진다.

### 기후
1월에는 −13 °C (−9 °F)이고, 7월에는 19 °C (66 °F)이다. 강수량은 500 mm정도이다.
또한 연중 약 5개월 동안 눈을 볼 수가 있다. 최근에는 영하 18도 ~ 20도까지 내려가는 때도 많아졌다.

## 주민
1989년의 조사
- 추바시인 - 67.8%
- 러시아인 - 26.7%
- 타타르인 - 2.6%
- 모르드바인 - 1.4%
- 마리인 - 0.3%
- 기타 - 1.2%

2002년의 조사
- 추바시인 - 67.69%
- 러시아인 - 26.53%
- 타타르인 - 2.77%
- 모르드바인 - 1.22%
- 우크라이나인 - 0.49%
- 마리인 - 0.27%
- 기타 - 1.03%

| 민족         | 2002년도의 인구 수 (*보관됨 2012-01-26 - 웨이백 머신) |
| ------------ | ----------------------------------------------------- |
| 추바시인     | 889,3 (67.69 %)                                       |
| 러시아인     | 348,5 (26.53 %)                                       |
| 타타르인     | 36,4 (2.77 %)                                         |
| 모르드바인   | 16,0 (1.22 %)                                         |
| 우크라이나인 | 6,4 (0.49 %)                                          |
| 마리인       | 3,5 (0.27 %)                                          |
| 벨라루스인   | 1.9                                                   |
| 아르메니아인 | 1.3                                                   |

| 연도                | 인구      | ±%     |
| ------------------- | --------- | ------ |
| 1926                | 888,960   | —      |
| 1959                | 1,097,859 | +23.5% |
| 1970                | 1,223,675 | +11.5% |
| 1979                | 1,292,486 | +5.6%  |
| 1989                | 1,336,066 | +3.4%  |
| 2002                | 1,313,754 | −1.7%  |
| 2010                | 1,251,619 | −4.7%  |
| 2021                | 1,186,909 | −5.2%  |
| Source: Census data |           |        |

## 역사

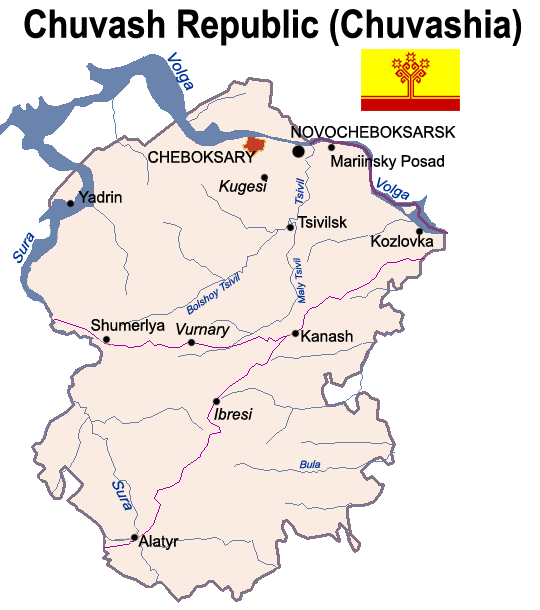

추바시인들은 13세기 몽골인과 타타르인들에 정복된 이후 이슬람으로 개종하였다. 그러나 1551년 러시아 제국의 세력권에 들어가게 되었고 이후 강도 높은 러시아화의 영향으로 정교로 개종하게 되었다. 그러나 민족성이 사라진 것은 아니어서 1917년 이후 자치권을 강하게 요구하여 1920년 6월에 추바쉬 자치주가 성립되었고 1925년 4월 21일에 자치 공화국으로 승격되었다. 추바쉬 자치 공화국은 1990년 10월 27일 주권 선언을 하고 1992년 3월에 추바쉬(Chuvash) 공화국으로 개명하였다.

## 경제

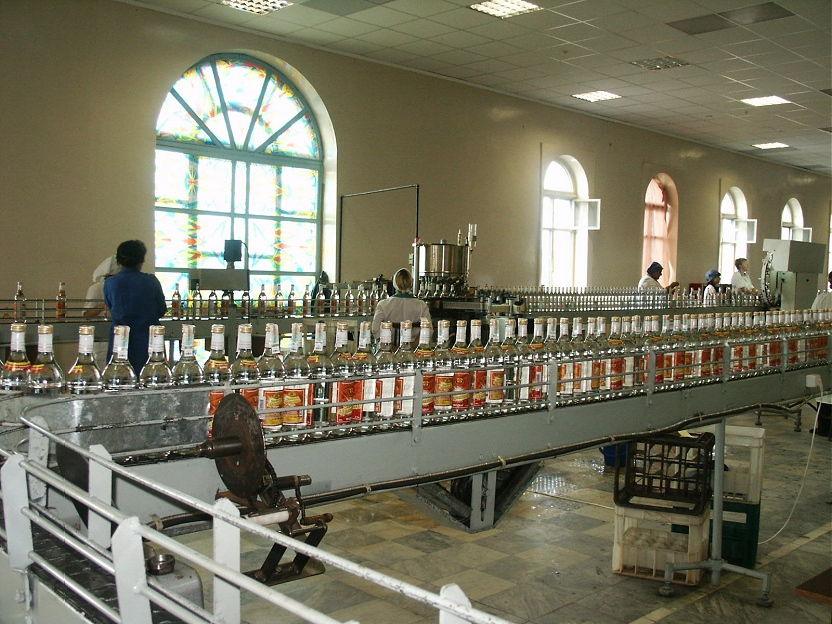

추바시야 공화국은 볼가 중부 지역에서 가장 인구가 많고 비옥한 국가이다.
그리고 특산품으로 맥주도 매우 유명한데 추바시야 공화국의 별명 중 하나가 러시아 맥주의 고향이란 별명이 따로 있듯이 맥주가 아주 유명하며 맛이 뛰어나다.

## 교통
추바시는 러시아 내에서 교통이 가장 잘 발달된 지역들 중 하나다. 추바쉬에서는 모든 교통 수단이 활용 가능하다. 그중 도로는 가장 중요한 교통 수단이다. 화물의 약 49% 와 승객의 61% 가 도로를 이용해 이동하고 있다. 도로 교통 수단 중 대표적인 버스의 활용도 또한 매우 높은데, 추바쉬에는 인근 지역으로 이동 할 수 있는 4개의 버스 터미널과 31개의 정류소가 있다.
카나쉬는 러시아 내에서 최고 철로 교차점 중 하나로 유명하다. 이곳에서 러시아의 주요 철로
가 교차하고 실질적으로 러시아의 모든 지역에 접근이 가능하다. 이 철로는 29%의 화물과 12%의 승객의 이동을 담당하고 있다.
볼가강은 수로를 통해 국내외를 연결한다. 볼가 강을 타고 아래로 내려가면 흑해와 카스피해이다. 뉴브강을 거쳐 유럽까지 다다를 수가 있고 북쪽으로 가면 모스크바와 대규모 공업 중심지와도 만난다.
추바쉬의 발달된 교통망은 재화와 원료의 생산과 수송에 관한 문제를 쉽게 해결해 주었다. 최근에 건설된 체복사리 수력 발전소를 가로지르는 다리는 접경 공화국 뿐만 아니라 우랄 - 볼가 지역을 남북으로 연결하는 통로가 되었다.
1995년 10월 체복사리에 문을 연 국제공항은 거의 모든 종류의 항공기를 수용할 수 있다. 그밖에 러-중 고속철도(770km)의 주요 거점으로 성장할 것으로 예상된다.

## 문화
러시아어는 사업과 교육에서 쓰이는 반면, 추바시어는 이 공화국에서 특히 많이 쓰인다. 추바시어는 튀르크어족에 속한 언어의 일종이다.

## 교육
추바시 대학교가 체복사리에 위치해 있다.

## 출신 인물
- 블라디미르 니콜라예프(영어판)
  - 추바시의 살인마

## 창조적 조합
- 추바시 공화국 작가 연합

## 라디오
- 추바시 국영 라디오
- 추바시야 라디오

## 같이 보기
- 추바시 국가 상징
- 불가르인
- 볼가 불가르인

## 노트
1. ↑  /tʃʊˈvɑːʃiə/; 러시아어: Чувашия Čuvašija[*], IPA: [tɕʊˈvaʂɨjə]; 추바시어: Чӑваш Ен Çăvaş Yen, cv
2. ↑  러시아어: Чувашская Республика — Чувашия; 추바시어: Чӑваш Республики — Чӑваш Ен

## 참고 문헌
- Vovina, Olessia P. (December 2000). “Building the road to the temple: Religion and national revival in the Chuvash Republic”. 《Nationalities Papers》 28 (4): 695–706. doi:10.1080/00905990020009683. S2CID 153834810.
- Культурное наследие Чувашии (러시아어). Национальная библиотека Чувашской Республики. 2012년 2월 6일에 확인함.